# 特鲁伊
特鲁伊（法語：Trouy，法語發音：[tʁui]）是法国谢尔省的一个市镇，位于该省中部，省会布尔日市区以南，属于布尔日区和布尔日城市圈公共社区。

## 地理
特鲁伊（47°0'37"N, 2°21'28"E）面积23.19 平方千米，位于法国中央-卢瓦尔河谷大区谢尔省，该省份为法国中部省份，北起卢瓦雷省，西接卢瓦-谢尔省和安德尔省，南至克勒兹省，东南接阿列省，东临涅夫勒省。
与特鲁伊接壤的市镇（或旧市镇、城区）包括：阿尔赛、布尔日、利赛-洛希、普兰皮耶-日沃丹、勒叙布德赖。
特鲁伊的时区为UTC+01:00、UTC+02:00（夏令时）。

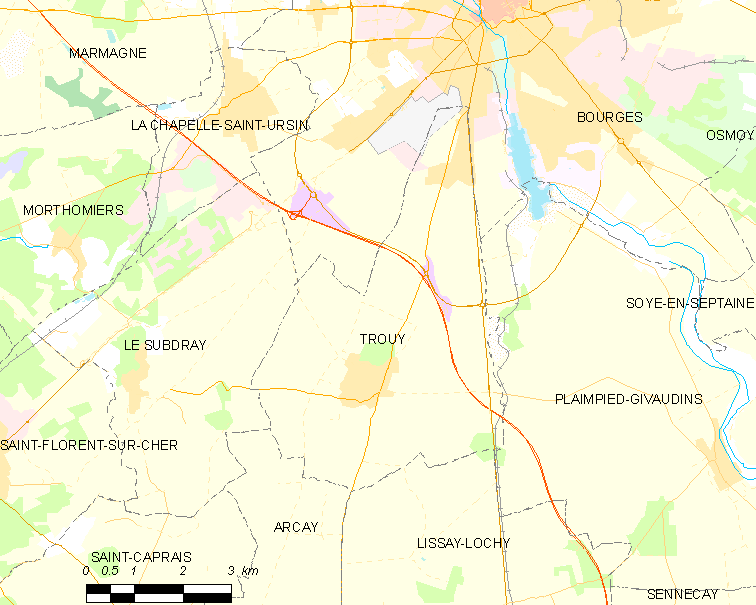
特鲁伊的OSM定位图

## 行政
特鲁伊的邮政编码为18570，INSEE市镇编码为18267。

## 政治
特鲁伊所属的省级选区为特鲁伊县。

## 交通
谢尔省省道D31线、D73线和D107线经过特鲁伊境内。

## 人口

1962-2008年间特鲁伊人口变化图示

特鲁伊于2022年1月1日时的人口数量为4034人。